# François Rouxel de Médavy
François Rouxel de Médavy, né le 8 août 1604 au château de La Mothe près de Médavy, mort le 27 janvier 1691 à Grancey, est un homme d'Église français.

## Biographie
Fils de Pierre, baron de Médavy, comte de Grancey-le-Château, et de Charlotte de Fervaques, il fut nommé abbé de Cormeilles (diocèse de Lisieux) en 1617, et de l'Abbaye de Saint-André-de-Gouffern (diocèse de Séez) en 1636.
Nommé évêque de Séez en 1651, l’année même où son frère ainé, Jacques Rouxel, recevait le bâton de maréchal de France, il se fit sacrer aux Jésuites de Pontoise le 21 mai 1652. Il obtint, 1653, les lettres patentes pour la fondation définitive du séminaire de Sées, commencé, en 1650, par Pierre Pavy et fonda l’infirmerie de l’hôpital de cette ville.
Élevé archevêque de Rouen en 1671, à l’âge de 67 ans, il établit les Bénédictines du Saint-Sacrement et le Petit Séminaire. « Quoiqu’il eût haute taille, yeux vifs, goûts économes », il se laissa gouverner par une curie et bientôt par son coadjuteur et cependant il n’entrava pas le mouvement catholique dans son diocèse.
Son rôle dans l’Assemblée de 1682, où il siégea, fut décoratif plutôt qu’actif. Par déférence pour son coadjuteur, autant que par infirmité, il se retira au château de Grancey les deux dernières années de sa vie.